# Inundacions d'Austràlia del març del 2021
Les pluges extremes a la costa est d'Austràlia a partir del 18 de març de 2021 van provocar inundacions generalitzades a Nova Gal·les del Sud, que van afectar regions des de la costa nord fins a l' àrea metropolitana de Sydney al sud. Els suburbis de Sydney van experimentar les pitjors inundacions dels últims 60 anys, i els esdeveniments van ser descrits per la primera ministra de Nova Gal·les del Sud, Gladys Berejiklian, com "una inundació cada 100 anys". Les comunitats de l'extrem sud-est de Queensland també es van veure afectades per les inundacions i les fortes pluges, encara que en menor mesura que les de Nova Gal·les del Sud.
La governació australiana va declarar moltes parts de la costa de l'est una zona de desastre natural després que l'inundar les pluges van obligar 18,000 persones per evacuar, a més de sobre 1,000 rescats d'inundació. Descrit com a "succés prolongat" per Berejiklian i "perillós i aguaitar" per l'Agència de Meteorologia, les inundacions van estendre des de les ciutats costaneres de Taree i Kempsey en dijous, 18 març, als suburbis poblats de Sydney occidental per divendres i dissabte.
Les inundacions van ocórrer menys que 18 mesos després d'Austràlia va ser afectat per l'Estiu Negre bushfires, impactant moltes ciutats encara recuperar des d'aquell desastre.

## Antecedents

### Temps
Pluja persistent, pesada va caure des de març 16 per 23 març en Gal·les de Sud Nou. L'Agència australiana de Meteorologia va reportar aquelles àrees al voltant de Sydney i Caçador van ser amarades amb més que 400 mm (16 in) a 600 mm (24 in) de pluja a aquesta hora període. Aquesta regió només rep una mitjana de sobre 1,000 (39 in) a 1,500 mm (59 in) de pluja en un any.
La tempesta va portar pluviositat de rècord en la costa del nord, amb ciutats prop de Port Macquarie, com Kendall, veient pluviositat de rècord de més que 400 mm (16 ) entre 19 i 20 març. Segons l'Agència de Meteorologia, en un succés va descriure tan "volàtil, perillós i dinàmic", el succés de pluviositat pesat va ser causat per un blocatge alt dins el Tasman Mar (entre Tasmània i Nova Zelanda) que va adreçar una pressió forta, baixa trough cap al costa. Les inundacions van ocórrer a causa de l'arribada del patró de temps de la Nina en setembre 2020, amb les inundacions que són La el succés de tempesta final de Nina mentre l'Agència de Meteorologia va declarar el fenomen damunt en març 30.

### Inundant
L'estat no va ser evacuat a causa de les inundacions. Gal·les de Sud nou Consta Servei d'Emergència (SES) havia respost a sobre 12,000 sol·licituds per a ajut i 1000 inundació directa rescats des de 18 març durant la tempesta, amb l'àrea costera entre el Mid Costa Del nord i Sydney més Gran que és el més afectat per la tempesta, on el SES havia donat avisos d'evacuació de la inundació en moltes àrees d'aquestes regions.
A través de l'estat, 10,000 persones han estat afectades per ordres d'evacuació, encara que al voltant de 18,000 persones han estat evacuades des de les seves cases (3,000 d'aquells en Sydney Occidental i sobre 15,000 dins el Mid Costa Del nord), Molts centres d'evacuació han estat posats-fins a acomodar els residents desplaçats, a més de sobre 130 clausures escolars i clausures de carretera, el qual va ser tallat fora per aigua. Des de 20 març, després de la pluja torrencial va començar, al voltant de 450 gigalitres d'abeurar un dia havia estat soltat des del Warragamba Dic, igual als continguts de Port de Sydney, els quals són al voltant de 500 gigalitres.
El NSW i les governacions australianes havien declarat 16 desastre natural zones en àrees des del central i mid-costa del nord, des de Vall de Caçador prop de Sydney, a Coffs Port, amb el SES respondre a 7,000 demana assistència durant el litoral oriental. Important inundar va ocórrer al llarg del Hawkesbury Riu, el Macleay Riu, el Wollombi Rierol, Rickabys Cala, Widemere Conca de Detenció, Manning Riu i el Colo Riu.

## Morts i desaparicions
Els morts inclouen un home ancià que va perdre control del seu vehicle en pluja pesada, xocar a un arbre en Mona Vall, i un bodyboarder dins el seu 60s que va desaparèixer damunt el Coffs Port seashore i és suposat per ser mort. El 24 de març, dos més morts van ser confirmats; Dins Glenorie, l'ens d'un home de 25 anys va ser trobat atrapat en un automobilístic aproximadament 6 metres (20 peus) submarí, whilst dins Canungra, l'ens d'una persona de 38 anys va ser trobat dins un bolcat ute en ràpid floodwaters. Una dona anciana va faltar des de març 26 després del seu carro va ser trobat submergit en les aigües. El seu ens era més tard recuperat.

## Abast

### Costa d'or i Logan Àrea

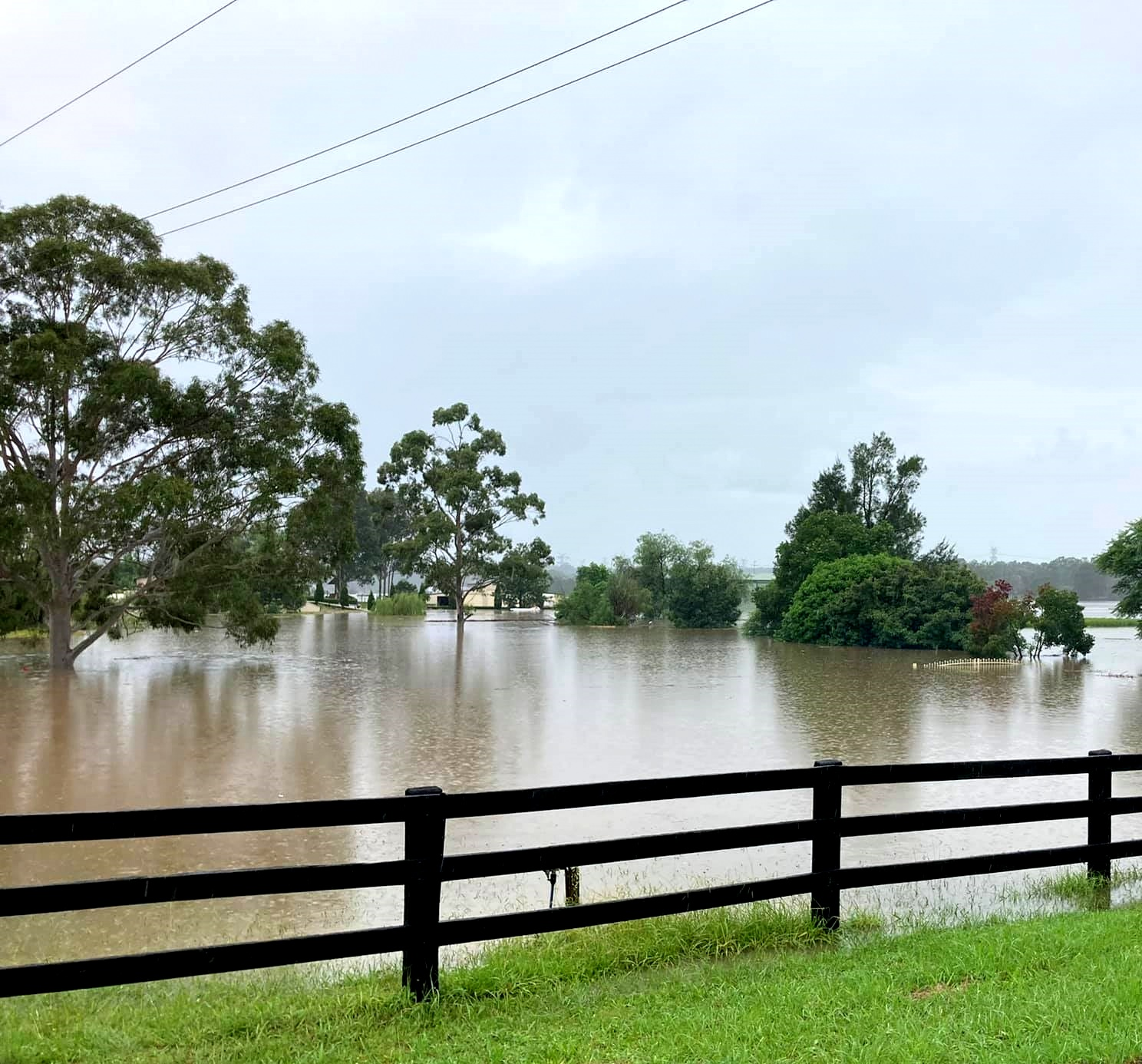
Masies submergides prop de Richmond.

Aquesta regió, incloent Logan proper i captacions de Brocal Escènic van gravar sobre 200 mm (7.9 in) de pluja just unes quantes hores en la nit tardana de 22 març 2021. Això va portar a important inundar de tant el Logan i Albert Rius, on damunt a l'endemà, amb Alcaldia de Costa de l'Or que anuncia un anunci d'evacuació a tot residents en dos de les seves carreteres, Turó de Cresta Conduir i Carretera de Camins propers en el suburbi de Wongawallan. Proper pluviositat de 8 hores totals el 22 de març de 2021 inclou Carbrook amb 88 mm (3.5 in) i Springbrook amb 75 mm (3.0 in).

### Mid Costa del nord
En parts del d'aquesta regió, més que 200 mm (7.9 in) de la pluja havia caigut dins just dos que causen lowland àrees per inundar i ser evocador de inland mars. Dins Taree, una casa va ser trobada anant a la deriva damunt el Manning Riu després de la pluviositat pesada causada per això ni'Pasqua. A més, moltes evacuacions van ser ordenades durant la regió, incloent Kempsey, Wingham, Dumaresq Illa, Cundletown, Laurieton, Nambucca Caps, Haven Del nord, Dunbogan, Bulahdelah, els reis Apunten, Macksville i el baix-lying àrees de Wauchope, Rawdon Illa, més Baix Macleay i Portuari Macquarie. Algunes ciutats en aquesta regió havien rebut 700 mm (27.6 in) de pluja des de 18 març, incloent Comboyne quins han registrat 889 mm (35.0 in). El Manning Riu dins Taree acabaria inflament a 5.65 metres al seu cim, caient just baix del rècord alt de 6.0 metres posats en 1929. Arran de les restes que són portat riu avall, el Martin Abarca va ser tancat fora a causa de preocupacions de la seva enteresa estructural després que sent picat amb paques de fenc, embarcant recipients i altre mecanisme.
Tot Qantas els vols dins Transfereixen Macquarie va ser anul·lat després de l'aeroport va ser tallat fora per inundar carreteres. Al voltant de 5,500 clients en aquesta regió eren sense poder. A més, els supermercats eren virtualment emptied a causa del pànic que compra, amb Woolworth dins Lakewood sent aclarit de pa, ous, carn i vegetals, evocador del COVID-19 quarantenes fa un any, després dels residents van ser dits per evacuar en Nord proper Haven, Laurieton, Dunbogan i el diamant Encapçala.

### Vall de caçador
En dissabte 20 març fins que dimecres 24 març, vols des d'i a Aeroport de Newcastle va ser suspès a causa d'inundar de l'aeròdrom. Un número de carreteres en Newcastle, Llac Macquarie, Stephens Portuari, Cessnock i Maitland va ser tancat a causa d'ells sent overflowed per inundacions. Tanmateix en general, la regió de Caçador majoritàriament ha estat estalviada des de la severitat predita de la tempesta, amb el Mid ésser de Costa Del nord el més devastat.
El 20 de març, un tornado va danyar cases i es va esfondrar arbres en Turó de Chester, un suburbi occidental de Sydney, deixant milers sense electricitat. La pluja pesada va inundar el lloc de Parramatta Powerhouse i així com el Parramatta transbordador wharf, el qual era overflowed després que Parramatta el riu va trencar els seus bancs. El Warragamba el dic va començar per vessar, el qual era el primer desbordament de significant de l'embassament des de 1990. A causa d'ascendint floodwaters, els quals no van ser vists des del novembre 1961 inundacions, Nepean Riu i Hawkesbury el riu era overflowed, assolir el punt màxim a 10 m (32.81 ft), amb Pont de Windsor que esdevé submergit, portar a cases inundades i animals isolats.
Algunes àrees dins dels suburbis de Jamisontown, Mulgoa, Richmond Del nord, Hawkesbury la vall al voltant d'Agnes Amuntega, Freeman Assolir, Cornwallis, Pittown Cap al nord, Richmond, Windsor i Penrith va ser submergit després dels rius van irrompre els seus bancs. Sobre 2,000 persones que viuen dins o proximate a aquells suburbis van ser evacuats, a més de moltes cases i les terres de cultiu que són inundat therein. Residents dins el Warragamba àrea de captació del Dic era en alerta alta el 21 de març després de la font d'aigua major de la ciutat havia assolit el seu volum amb les comunitats de Richmond Del nord, Wallacia i Sackville sent com a màxim arriscar. Els voluntaris van omplir sandbags per als residents allà per emparar les seves cases.
El dic havia rebut més que 150 mm (5.9 in) de pluja entre el 20è i 21è, i més que 250 mm (9.8 in) fins a 22 març. Sydney CBD va rebre 110 mm (4.3 in) de pluja damunt el 20è, mentre que Hornsby havia rebut 120 mm (4.7 in) i Picton i Oakdale va tenir 160 mm (6.3 in), amb algunes àrees que reben quatre cronometra més pluja en dos que el març sencer mitjana mensual.